# Open Windows
Open Windows (bra: Perseguição Virtual) é um filme de suspense espanhol dirigido e escrito por Nacho Vigalondo. O filme é estrelado por Elijah Wood, Sasha Grey e Neil Maskell.

## Elenco
- Elijah Wood[3]
- Sasha Grey[3]
- Neil Maskell[3]

## Produção

### Filmagens
A rodagem do filme começou na última semana de outubro de 2012, em Madrid, Espanha. O filme também foi filmado em Spiderwood Studios, em Austin, Texas.
Em 1 de abril de 2014, a produtora Cinedigm adquiriu os direitos do filme para distribuição nos Estados Unidos.